# Rebelde Way

Buntovnici (Rebelde Way) tinejdžerska je serija, snimana u Argentini. Seriju je režirala Kris Morena, poznata argentinska glumica i producent, a scenario je pisala Patrisija Maldonaldo. U centru zbivanja su Marica Pia Andrade (Kamila Bordonaba), Mia Koluči (Luisana Lopilato), Pablo Bustamante (Benhamin Rohas) i Manuel Agire (Felipe Kolombo), koji čine grupu Erreway. Serija je snimana tokom 2002. i 2003. godine, na mreži Telefe. Broj epizoda je 318, a svaka epizoda traje po 50 minuta. 

## Radnja serije
Radnja serije se odigrava u elitnoj gimnaziji Elite Way School u Buenos Ajresu. U školi, mladi se obrazuju, stiču iskustva i sklapaju poznanstva koja će im obezbediti bolju budućnost, ali i stiču prva iskustva u ljubavi... Većina učenika su pripadnici argentinske "aristokratije", ali ima i stipendista. Međutim, elitna ekipa učenika, Loža, daje za sebi zadatak da školu "očisti" od stipendista, koji, po njihovom mišljenju, nisu zaslužili da se uče u Elite Way School. Glavni junaci su Marica, Manuel, Mia i Pablo, koje, pored ljubavi prema muzici, spajaju i međusobna ljubav i prijateljstvo. Oni obrazuju grupu Erreway.

## 
Mia Koluči (Luisana Lopilato) je najpopularnija devojka u Elite Way School. Ona je kćerka jedinica biznismena Franka Kolučija. Njena majka je umrla kada je Mia bila samo beba. Ona je razmažena i umišljena, a njena uzrečica je: "Kako je teško biti ja!". Njene najbolje drugarice su Feli i Viko. Feli potiče iz bogate porodice i njih dve se poznaju od detinjstva, a Viko je iz siromašne porodice. Mia ju je uzela "pod svoje" i pretvorila u svoju drugaricu i popularnu devojku. "Viko, ti si moj najbolji projekat!", Mia joj često govori.
Manuel Agire (Felipe Kolombo) je Meksikanac. Njegov otac je umro kada je on bio mali, ostavljajući Manua sa majkom i sestrom. Manu je uveren da je za smrt njegovog oca odgovoran Franko Koluči. Zato dolazi u Argentinu da bi se osvetio. Upisuje se u školu Elite Way, jer tamo preko stipendije može da ima i smeštaj i hranu, a u tu školu ide i Kolučijeva kćerka Mia. Najbolji drugovi su mu Niko i Markos.
Pablo Bustamante (Benhamin Rohas) je najmlađi sin gradonačelnika. Najpopularniji je momak u školi Elite Way. Vrlo je razmažen i često dolazi u sukob sa ocem, pošto njegov otac misli da je Pablo slabić. Najbolji drugovi su mu Tomas i Gvido. Svira gitaru, koju obožava.

Marica Pia Spirito (Kamila Bordonaba) je kćerka jedinica estradne zvezde Sonje Rej. Marica je skoro uvek u senci svoje prelepe majke, a svoje nezadovoljstvo iskazuje buntovništvom. Njen otac je jedan od Sonjinih mnogobrojnih ljubavnika, Fabricio Spirito, biznismen iz Italije. Spirito zahteva da njegova kćerka ima vrhunsko obrazovanje, tako da je majka upisuje u Elite Way School. Najbolje drugarice su joj Luhan i Luna.

## Maricini prijatelji
Luhan Linares (Jasmin Bekar Varela) je dete iz sirotišta. Nju potpomaže anonimni staratelj, koji izbegava da se upozna sa Luhan. Upisuje je u školu Elite Way, gde se ona upoznaje i sprijateljuje sa Maricom. U jednom trenutku, u školu dolazi Blas Eredija, koji radi kao nadzornik, i muči Luhan, dajući joj razne kazne. On obožava da je začikava i da joj spušta, što nju mnogo nervira i ona započinje istragu o njemu.
Luna Fernandes (Heorhina Moljo) je mirna devojka, najbolja učenica u razredu. Njena majka joj ne da nikakvu slobodu, stalno je tera da se brine o bolesnoj sestri Flor. Tetka Sandra pomaže Luni, tako što je upisuje u školu Elite Way, a sama tamo otvara kafe. Luna je dobra prijateljica sa svima. Marici i Miji smeta što deli Lunu sa onom drugom, jer Luna ne želi da odlučuje između njih dve.

## Pablovi prijatelji
Tomas Eskura (Horhe Mahio) je iz bogataške porodice Eskura. U školi ima loše ocene i zato je često pod očevom kaznom, tako da skoro nikada nema novca za sebe. Najbolji drug mu je Pablo, za kog je spreman sve da učini.
Gvido Lasen (Dijego Mesahlio) je iz prosečne porodice, ali se stalno pravi da je neko drugi. Često laže devojke da bi ih osvojio. On se ne stidi svoje porodice, ali se tako ponaša. Želi da osvoji Miju, ali mu ona svaki put isklizne. Pablo i Tomas, njegovi najbolji prijatelji ga zovu "Kafa".

## Manuelovi prijatelji
Nikolas Provensa (Giljermo Santa Kruz) potiče iz jevrejske porodice. Ali, on to skriva da ga drugovi iz razreda ne bi diskriminisali. Loža ga uzima za zub. Najbolji prijatelj mu je Manuel, kome uvek pomaže kada mu zatreba.
Markos Agilar (Dijego Garsija) je najbolji učenik u razredu. Nosi naočare i izgleda kao pravi štreber. Na prvi pogled se zaljubljuje u Maricu, što od njega pravi buntovnika. Markos postaje pravi frajer. Najbolji drugovi su mu Manu i Niko. Da bi im pomogao, on se na prevaru učlani u Ložu.

## 
Felisitas Mitre (Anheles Balbiani) je iz bogate porodice. Majka je se stidi, jer je debela. Feli stalno pokušava da smrša, ali joj ne ide. Na početku se zaljubljuje u Manuela i strašno se povredi kada on raskine sa njom. Mia i Viko su joj najbolje drugarice, ali Mia pre svega, jer se trudi da joj pokaže da se osoba gleda po onome što ima unutra, a ne po izgledu.
Viktorija Pas (Viktorija Maurete) je iz prosečne porodice, gde niko ne mari za nju. Stipendista je, tako da joj Loža zagorčava život. U školi je okarakterisana kao "laka devojka", jer, po pričama, nema momka sa kojim ona nije bila. Nju to ne dotiče, sve dok se ne posvađa sa Mijom. Ali, onda se mire. Mia i Feli su joj najbolje drugarice. Mia joj daje svoju odeću i govori joj: "Viko, ti si moj najbolji projekat!".

## Odrasli oko Marice
Sonja Rej (Ketrin Fulop) je popularna estradna zvezda i lepotica. Marica je njena kćer iz jedne od njenih mnogobrojnih veza. Svi misle da je Maricin otac italijanski biznismen Fabricio Spirito. Ali, Sonja krije od Marice da je njen otac u stvari Oktavio Andrade. Sviđa joj se Franko Koluči (ona ga zove "Kuloči", što znači Dupeglavi), ali ne želi to nikome da prizna, pa ni sebi. Slaže se sa svom decom iz škole, jer je svi znaju, vole i poštuju. Često pomaže Miji, što mnogo smeta Marici.
Fabricio Spirito je biznismen iz Italije. Ima kćerku Maricu iz veze sa Sonjom (makar on tako misli). Slabo viđa Maricu i nimalo je ne poznaje. Na njegov zahtev, Sonja upisuje Maricu u Elite Way School. Često preti Sonji da će joj oduzeti kćerku, ali Marica to ne želi. Jer, iako se često svađa sa majkom, ona nju mnogo voli... Za razliku od Spirita.
Martin Andrade (Migel Anhel Seruti) je još jedan od Sonjinih ljubavnika. Marica je u stvari njegova kćerka. Dolazi u Elite Way School, predstavlja se kao Oktavio Andrade i predaje likovno. Međutim, Sonja ga brzo prepozna i prozre. Kada Marica otkrije istinu, mnogo se naljuti na majku i odlazi kod oca, a uzima i njegovo prezime Andrade.

## Odrasli oko Pabla
Serhio Bustamante (Boj Olmi) je gradonačelnik, koji je karijeru stavio ispred svega. Potpuno je zaboravio činjenicu da ima porodicu. Od Pabla očekuje da ga nasledi i zabranjuje mu da svira u bendu Erreway. Pablo se trudi da se oslobodi od očevog uticaja, ali mu to ne ide.
Mora Bustamante je Pablova majka. Ona hrabri sina da se bavi muzikom i brani ga od Serhija, od koga se posle i razvede.

## Odrasli oko Mije
Franko Koluči (Martin Sifild) je argentinski biznismen. Zbog posla jako retko viđa kćerku i zato joj sve dopušta. Trudi se da Miji postavi granice, ali to često radi pogrešno... Zapošljava Manuela i bezuslovno mu veruje. Zaljubljen je u Sonju, iako to ne želi da prizna. Zabavlja se sa Mersedes, svojom ljubavlju iz mladosti, ne sluteći da Mersedes samo juri njegov novac i želi da se osveti Marininoj kćerki, Miji.
Marina Kaseres Koluči (Patrisija Vigiano) je Mijina majka. Pre udaje za Franka Kolučija je bila član jednog benda i imala je problema sa drogom. Napušta porodicu da joj ne bi nanosila još više štete. Kasnije se vraća i želi da popravi odnos sa kćerkom.

## Prva sezona
Mia pred celom školom izvodi striptiz, besna jer Franko nije došao na završnu priredbu. Pablo posle priredbe beži kod Tomasa kući, jer ne želi da ide sa roditeljima u London. Njih dvojica izlaze sa devojkama i dožive saobraćajni udes, i Pablo završava u bolnici. Sonja upisuje Maricu u Elite Way. Marica odlazi u školu i odmah postaje neprijateljica Miji. Manuel dolazi iz Meksika i u Argentini upoznaje Lunu i njenu tetku Sandru. Serhio želi da tuži Pabla zbog automobilske nesreće. Ali, posredništvom Pablove majke More, Serhio odustaje od tužbe. 
Cela buduća treća godina ide u školsko letovalište. Tamo kreće i Pilar, omražena direktorova kćerka. Ona odlučuje svima da se osveti i počne da objavljuje "školske novine", u kojima piše tračeve o drugima. Ostali sumnjaju da to piše Marica. Pablo joj preti da će je gurnuti u vodu ako ne prestane da piše tračeve o njemu. Na večeri, Luna pronalazi nove školske novine. Pablo kaže Marici da je gotova, ako nešto piše o njemu. U novinama piše da je Pablova gitara bačena u vodu. Marica iskorišćava trenutak Pablove nepažnje i beži iz letovališta.
Počinje škola. Jaz između učenika je sve veći. Jedan novinar Marici uvaljuje Naća, jednog napuštenog dečaka. Ona se brine o njemu i krije ga na školskom dvorištu. Uskoro Pablo otkriva šta se događa. Kada Pilar sazna da Marica krije Naća, ona to objavljuje u školskim novinama. Socijalna služba odvodi Naća, ali ga usvoji Pepa, Sonjina asistentkinja. Misleći da je Pablo kriv za sve, Marica šalje jednu njegovu pesmu na radio. Serhio se naljuti na Pabla, ali ga Tomas spašava rekavši da je on poslao pesmu.
Manuel se zapošljava kod Franka, što smeta Miji. Feli se zabavlja sa Manuelom i šalje mu razne skupe poklone. Niko optužuje Manuela da je sa Feli samo iz koristi. Kada Manu raskine sa njom, Feli biva mnogo tužna i pada u depresiju. 
Zbog neplaćenog računa u klubu, nastaje grupa Erreway. Prvi članovi su Manuel, Marica i Pablo, a Niko im je menadžer. Marica nalazi drugu žensku članicu, Feli. Mia moli Gvida da izađe sa Feli, a ona će za uzvrat izaći sa njim. Ali, pred sam prvi nastup, Feli se naljuti na Manuela i Miju jer joj se mešaju u život i odbija da nastupi. Kao njena zamena uskače Mia, a oni u klubu izvode pesmu "Sweet Baby".
Članovi odlučuju da Feli ostaje u bendu, što mnogo rastuži Miju. Franko počinje da izlazi sa Mersedes, ženom koju je ostavio pre više godina zbog Marine, Mijine majke. Miji se to ne dopada i želi da Mersedes ostavi Franka. Mia odlučuje da piše pesme za grupu.
Marica i Pablo glume da su par da bi jedno drugome skinuli roditelje sa vrata, kao i da bi sakrili grupu. Ali, taman pre nego što se nešto stvarno desilo, pojavljuje se Spirito i vodi Maricu na mesec dana u Italiju. Kada se ona vrati, Pablo ima novu devojku, Paolu. Luhan šalje Markosu ljubavna pisma i potpisuje se kao Marica. Markos od štrebera postaje pravi frajer. Marica i on počinju da izlaze. Mia postaje devojka Blasu, školskom nadzorniku.
Sonja počinje da izlazi sa Lukom, Frankovim mlađim bratom. Franko se trudi da spreči tu vezu. Mersedes traži nove načine da napakosti Miji. Manuel izlazi sa Hulijetom, čiji je bivši dečko član Lože. Markos se učlani u Ložu da bi otkrio više o njima. On saznaje da na trećoj godini ima još jedan član. Nakon što su sve sabrali i oduzeli, Niko, Manu i Markos shvataju da je član ili Gvido, ili Tomas. Pablo otkriva da je Paoli plaćeno da bude sa njim, što ga mnogo povredi. Marica i Luka odlaze na trku kolima, gde upoznaju Simona, koji se zameri Marici.
Manuel počinje da izlazi sa Mersedesinom mlađom sestrom Lus. Lus otkriva da je Mia u bendu (zauvek je zamenila Feli) i šalje Franku pismo u kome ga obaveštava o tome. Treća godina razotkriva Ložu. Gvido biva izbačen iz škole, a Santiago mu pomaže da se vrati. Markos se nalazi u bolnici, jer je Loža pokušala da ga ubije. On se zaljubljuje u Luhan, koja krije da je to obostrano. Franko zabranjuje Miji da peva u bendu. Treća godina razotkriva Ložu, uz pomoć svog zaštitnika, profesora Mansilje. 
Gvido se vraća u školu. Pablo i Tomas se klade da će Pablo uspeti da zavede Maricu. Marica počinje da izlazi sa njegovim drugom Fakundom. Fakundo i ona treba da se trkaju protiv Simona. Pablo želi da se Marica trka sa njim, zato šalje očeve ljude da oduzmu Fakundu kola. Marica saznaje za to i pobesni. Pablo joj kaže da je to uradio samo da bi se trkao sa njom i ljubi je.
Marica i Pablo su neko vreme par, a raskidaju kada Marica sazna za opkladu. Luhan i Markos postaju par, kao i Niko i Luna. Mia i Manuel glume par pred Frankom. Marica i Mia proslavljaju rođendan. Blas otkriva istinu o Manuelu. Iako su isprva šokirani istinom, Franko i Mia odlučuju da ne mogu tek tako da odbace Manuela, jer se on ipak pokazao kao divan mladić. Oni otkrivaju Manuelu da za to nije kriv Franko, već Mijin stric Luka. Luja odlučuje da prihvati posao u Španiji, i odlazi tamo, prethodno raskinuvši sa sonjom. Grupa sprema veliki nastup u pozorištu Grand Rex.
Nakon nastupa, roditelji i škola saznaju za Erreway. Škola preti da će ih izbaciti ako i dalje budu imali grupu. Oni navodno pristaju da rasture Erreway. Ali, po Sonjinoj ideji, oni će i dalje imati grupu, samo će je kriti. Marica otkriva da Simon ima dete, ali njoj to ne smeta. Simon ipak odlučuje da se vrati svojoj staroj devojci, zbog deteta, i njih dvoje raskidaju.
Marica i Pablo pristaju da održe drugarske odnose zbog grupe. Pablo odlazi sa drugovima na letovanje, a Marica sa Luhan i Markosom na planinarenje po Andima. Luna i Niko napuštaju školu i odlučuju da se venčaju. Mansilja daje otkaz u školi i sa svojom verenicom, profesorkom Renatom odlazi u Afriku da podučava siromašnu decu. Luna i Niko odlučuju da se venčaju i da napuste školu. Manuel odlazi u Meksiko, a u njegov avion ulazi i Mia, i njih dvoje postaju par.

## Druga sezona
Mia i Manuel su na zajedničkom putovanju na ostrvu Galapagos, tako da kasne na početak četvrte godine. Na četvrtu godinu dolaze novi učenici - Fransisko Blanko (Fransisko Bas), Roko Fuentes Ečague (Piru Saens), Sol Rivarola (Ines Palombo) i Laura Aregi (Marijana Seligman), a na treću godinu dolazi Laurina sestra Dolores (Liz Moreno), koju svi zovu Lola. Fransisko je fin i vaspitan mladić, koji je dobar prema svima, Roko je za sve čudan, Sol je lepotica, ali zlobna, a dobra Laura je odličan đak i ima razumevanja za sve. Njena mlađa sestra Lola je buntovna, jer misli da njeni roditelji više vole Lauru i mrzi što je stalno sa njom porede.
Odnosi Marice i Pabla nimalo se ne popravljaju. Kada se Mia i Manuel vrate, Erreway nastavlja sa vežbama i probama, radeći nove pesme. Erreway izbacuje Maricu iz grupe i umesto nje dovodi Viko, ali publika želi Maricu nazad, tako da se ona vraća. Luhan i Markos raskidaju, a on počinje da izlazi sa Laurom. Manuel prevari Miju sa novom menadžerkom grupe, Sabrinom, i njih dvoje raskidaju. Sabrina postaje Manuelova devojka.
Pablo otkriva da ima polubrata, Haviera. Havier počinje da ide u školu, i zaljubi se u Maricu. On radi sve da je osvoji. Znajući kako Marica ima sažaljenja prema onima koji su različiti. On je laže da ima problema sa zdravljem. Pablo otkriva da je on laže, ali ga Havier ucenjuje: ako Pablo kaže Marici istinu, Havier će reći Serhiju za Erreway. Pablo popušta, ali se i dalje bori za Maricu. 
U školi se pojavljuje novi nastavnik, Martin Adrade. On postaje prijatelj sa Pablom, i otkriva mu da mu ime nije Martin već Oktavio, i da je došao da povrati svoju kćerku, Maricu. Kada Marica otkrije istinu, posvađa se sa majkom, uzima očevo prezime i seli se kod njega. Kasnije se miri sa majkom.
Sonja i Franko postaju par, a kasnije se i venčavaju. Marica otkriva istinu Havieru, koga momci iz razreda izbacuju iz škole. Feli ostaje trudna sa Lalom, konobarom iz školske kantine. Luhan otkriva da je Blas njen brat. Blas umire. Sonja usvaja Luhan, tako da Mia, Marica i Luhan postaju sestre. Pojavljuje se Mijina majka Marina, koja otkriva da je napustila Miju jer je bila narkomanka, ali da se sada izlečila, i da želi da provodi više vremena sa kćerkom. 
Manuel otkriva da je ozbiljno bolestan. Rade mu operaciju, posle koje on gubi pamćenje. Putuje u Meksiko, kod porodice, ali se pre puta seti svega. Međutim, on ipak odlazi. Gvido i Laura postaju par. 
U poslednjoj epizodi, dva glavna para - Mia i Manu, Marica i Pablo - konačno postaju parovi. Velika porodica Koluči, sa sve Pablom, odlučuje da ide zajedno na letovanje. Svi uspešno završavaju četvrtu godinu. Serhio Bustamante biva uhapšen. "Elit Vej" postaje obična škola. Na kraju manifestacije za kraj godine, grupa Erreway peva pesmu "Tiempo".

## Parovi na kraju serije
Na četvrtoj godini, parovi su sledeći: Gvido i Laura, Mia i Manuel, Viko i Roko, Feli i Lalo, Fransisko i Augustina, Markos i Luhan, Tomas i Pilar, Marica i Pablo.

## Glumci
- Kamila Bordonaba kao Marica Pia Spirito/Andrade
- Felipe Kolombo kao Manuel Agire
- Benhamin Rohas kao Pablo Bustamante
- Luisana Lopilato kao Mia Koluči
- Ketrin Fulop kao Sonja Rej
- Martin Sifild kao Franko Koluči
- Fernan Miras kao Santijago Mansilja
- Boj Olmi kao Serhio Bustamante
- Arturo Bonin kao Marsel Dunof
- Ilda Bernard kao Ilda Akosta
- Marija Rohi kao Glorija
- Diego Mesahlio kao Gvido Lasen
- Mikaela Vaskes kao Pilar Dunof
- Horhe Mahio kao Tomas Eskura
- Diego Garsija kao Markos Agilar
- Heorhina Molo kao Luna Fernandes
- Giljermo Santa Kruz kao Nikolas Provanza
- Jasmin Besar Varela kao Luhan Linares
- Viktorija Maurete kao Viktorija Pas
- Anheles Balbiani kao Felisitas Mitre
- Augustin Sijera kao Naćo
- Marijana Seligman kao Laura Aregi
- Fransisko Bas kao Fransisko Blanko
- Piru Saes kao Roko Fuentes Ečague
- Liz Moreno kao Dolores Aregi
- Marija Fernanda Neil kao Fernanda Peranta Ramos
- Belen Skalelja kao Belen Menendes Pačeko

## Vesti iz školskih novina
- Pablo, sin gradonačelnika, je na uslovnoj kazni, i još se ljubi sa Mijom Koluči, iako je njegova devojka Viko.
- Čudan slučaj gitare, potopljene u vodu.
- Viko vara Pabla sa, ni manje ni više, njegovim najboljim drugom Tomasom.
- "Viko: ispovesti jedne prostitutke".
- Marica ima vaške.
- Marica krije dečaka na školskom zemljištu.
- Marica i Mia su se potukle u sali za fizičko vaspitanje.
- Mia Koluči se zabavlja sa Blasom, školskim nadzornikom.

## Kopije "Buntovnika"
- "Rebelde", Meksiko
- "Remix", Indija